# Tour della nazionale maschile di rugby a 15 dell'Irlanda 1994
Nel 1994 l'Irlanda si reca per la terza volta in tour in Australia, dove viene sconfitta onorevolmente due volte dall'Australia.

## Risultati

### Itest match
| Arbitro: | Joël Dumé |

|                                     |      |               |
| Lynagh D. Smith Burke Campese Tabua | mt   | Johns         |
| Lynagh                              | tr   | Elwood        |
| Lynagh (2)                          | c.p. | Elwood O’Shea |

| Arbitro: | Joël Dumé |

|                      |      |                  |
| Herbert Tabua Wilson | mt   | Clohessy Francis |
| Lynagh               | tr   | O’Shea           |
| Lynagh (5)           | c.p. | O’Shea           |
|                      | drop | O’Shea           |

### Gli altri incontri
| Arbitro: | A. Cole |

|             |      |                                                       |
| O’Callaghan | mt   | Costello Davidson Kingston (2) Field (3) Johns O’Shea |
|             | tr   | Elwood (8)                                            |
| Fearn       | c.p. | Elwood                                                |

| Arbitro: | B. Leask |

|                                           |      |              |
| Payne (2) Tombs 2 Campese (2) Waugh Brial | mt   | Francis Bell |
| T. Wallace (6)                            | tr   | Elwood       |
| T. Wallace                                | c.p. | Elwood 2     |

| Arbitro: | N. Kinsey |

|                           |      |             |
| Grimmond M. O’Connor Swan | mt   |             |
| M. O’Connor (2)           | tr   |             |
| M. O’Connor               | c.p. | McGowan (3) |

| Arbitro: | Wayne Erickson |

|                        |      |                |
| P. Slattery D. Herbert | mt   | Geoghegan Wood |
| Lynagh (2)             | tr   | O’Shea (2)     |
| Lynagh (5)             | c.p. | O’Shea (3)     |
|                        | drop | Elwood         |

| Arbitro: | P. Marshall |

|                                                               |      |             |
| Catchpole (3) Apps Dalton Howard Madrusiak Murdoch Ofahengaue | mt   |             |
| Madrusiak (3)                                                 | tr   |             |
| Madrusiak (2)                                                 | c.p. | McGowan (3) |

| Arbitro: | K.Halloran |

|                        |      |             |
| Sykes Nowland Rutlegde | mt   | Staples     |
| Salter                 | c.p. | McGowan (5) |